# Celebration (singel Madonny)
Celebration (z ang. święto) – singel Madonny promujący album o tym samym tytule. Stał się 40. numerem jeden na amerykańskiej liście przebojów Hot Dance Club Play. Miejsce #1 osiągnął także m.in. w Wenezueli, Włoszech, Polsce, Szwecji oraz Finlandii. Istnieje też wersja piosenki nagrana z senegalskim raperem Akonem.

## Teledysk
Do singla powstały dwa teledyski. W pierwszym wideoklipie występuje Madonna oraz jej partner życiowy, model Jesus Luz, zaś w drugiej jego wersji gościnnie występują fani artystki i jej córka Lourdes. W obu teledyskach został użyty remiks "Celebration (Benny Benassi Edit)".

## Lista utworów
- UK CD2 / EU maxi[1]

1. "Celebration" (Album Version) – 3:35
2. "Celebration" (Oakenfold Remix) – 6:32
3. "Celebration" (Benny Benassi Remix) – 5:28
4. "Celebration" (Oakenfold Remix Dub) – 6:32
5. "Celebration" (Benny Benassi Remix Edit) – 3:58
6. "Celebration" (Johnny Vicious Club Remix) – 7:58

- German CD Maxi-Single[2]

1. "Celebration" (Album Version) – 3:34
2. "Celebration" (Benny Benassi Remix) – 5:30
3. "Celebration" (Benny Benassi Dub) – 6:01

- US CD Maxi-Single[3]

1. "Celebration" (Oakenfold Remix) – 6:35
2. "Celebration" (Benny Benassi Remix) – 5:31
3. "Celebration" (Paul Oakenfold Dub Mix) – 6:35
4. "Celebration" (Benny Benassi Remix Edit) – 4:01
5. "Celebration" (Benny Benassi Dub) – 6:03
6. "Celebration" (Johnny Vicious Club Remix) – 7:59

- UK / European 12" Picture Disc[4][5]

1. "Celebration" (Album Version) – 3:35
2. "Celebration" (Benny Benassi Remix) – 5:28
3. "Celebration" (Paul Oakenfold Remix) – 6:32
4. "Celebration" (Paul Oakenfold Dub Mix) – 6:32

- iTunes Remixes EP

1. "Celebration" (Benny Benassi Remix Edit) – 3:58
2. "Celebration" (Benny Benassi Remix) – 5:28
3. "Celebration" (Benny Benassi Dub) – 6:00
4. "Celebration" (Oakenfold Remix Dub) – 6:32
5. "Celebration" (Oakenfold Remix) – 6:32
6. "Celebration" (Johnny Vicious Club Remix) – 7:58

## Notowania
| Lista (2009)             | Najwyższa pozycja |
| ------------------------ | ----------------- |
| Australian Singles Chart | 40                |
| Austria                  | 8                 |
| Belgia (Flandria)        | 4                 |
| Belgia (Region Waloński) | 3                 |
| Canadian Hot 100         | 5                 |
| Czechy                   | 5                 |
| Dutch Top 40             | 2                 |
| Finlandia                | 1                 |
| Francja                  | 2                 |
| Niemcy                   | 5                 |
| Wenezuela                | 1                 |
| Polska                   | 1                 |
| Europa                   | 2                 |
| Irlandia                 | 10                |
| Włochy                   | 1                 |
| Japonia                  | 6                 |
| Rosja                    | 1                 |
| Hiszpania                | 17                |
| Szwecja                  | 1                 |
| UK Singles Chart         | 3                 |
| U.S. Billboard Hot 100   | 71                |
| U.S. Hot Dance Club Play | 1                 |